# Dötlinger Steingrab
Das Dötlinger Steingrab (auch Großsteingrab am Schießstand genannt) ist eine neolithische Megalithanlage mit der Sprockhoff-Nr. 944 und liegt an der Straße der Megalithkultur. Es entstand zwischen 3500 und 2800 v. Chr. und ist eine Anlage der Trichterbecherkultur.
Es liegt in der niedersächsischen Gemeinde Dötlingen im Landkreis Oldenburg.

## Beschreibung
Das Ganggrab liegt im Dötlinger Ortskern an der Straße „Am Steingrab“. Ganz in der Nähe befindet sich ein Schießstand, weshalb es auch den Beinamen „Am Schießstand“ trägt.
Es handelt sich um ein restauriertes, aber zerstörtes Steingrab der Nordischen Megalitharchitektur mit einer Kammer von 18 m Länge und etwa 2,20 m Breite. Damit übertrifft die ost-west-orientierte Emsländische Kammer alle skandinavischen Anlagen. Bestattungen wurden hier noch in der frühen Bronzezeit vorgenommen. Anfang des 20. Jahrhunderts wurden etliche Steine des Monumentes für eine Schießbahn quer durch das Steingrab vom Schützenverein entfernt. Einige Steine sollen auch zum Bau der Dötlinger Kirche verwendet worden sein. So ist die Anlage nur noch zu zwei Dritteln erhalten. Die Megalithanlage hatte 22 Tragsteine (15 erhalten) und mindestens neun Decksteine (2 erhalten). Der Zugang befindet sich etwas außermittig auf der Südseite.
1956 und 1958 wurden hier ausführliche Grabungen vorgenommen. Dabei wurden umfangreiche Grabbeigaben gefunden: Schmuckstücke (Bernsteinkette), Gefäße (12 Zentner Tonscherben) und etwa 100 Feuersteingeräte. Die Anlage wurde anschließend restauriert, so dass man einen guten Einblick in die typische Ausgestaltung eines Hünengrabes hat: Die Zwischenräume zwischen den Tragsteinen sind mit Trockenmauerwerk aus Sandsteinplatten und Erde gefüllt, und der Boden der Grabkammer ist mit Feldsteinen gepflastert.